# 오스위그
오스위그(고대 영어: Ōswīg: 612년경-670년 2월 15일)는 642년부터 베오르니체 국왕이었으며 654년부터 노섬브리아 전체의 국왕이었다. 노섬브리아가 켈트식 기독교를 버리고 보다 범용한 로마식 기독교로 전향하게 된 휘트비 교회회의를 개최한 것으로 가장 잘 알려져 있다.
베오르니체 국왕 애설프리스의 아들들 중 하나로, 642년 형 오수알데가 전사하면서 베오르니체 왕위를 이어받았다. 오수알데와 달리 오스위그는 치세 중 대부분의 기간 동안 노섬브리아의 남쪽 절반 데렌리체에 대한 지배권을 행사하지 못하여 그 지배권을 세우기 위해 노력해야 했다.
616년, 아버지 애설프리스가 래드왈드에게 죽은 뒤 래드왈드가 외삼촌 에아드위네를 베오르니체와 데렌리체의 왕으로 꽂으면서 오수알데와 오스위그를 비롯한 형제들은 아일랜드의 게일인 연맹왕국 달 리어타로 망명갔다. 633년 에아드위네가 죽자 형제들은 브리타니아로 돌아갔고, 곧 오수알데는 헤븐필드 전투의 승리로 브리타니아의 패권을 잡았으나, 8년 뒤 메이서필드 전투에서 머시아 국왕 펜다에게 전사했다.
642년 베오르니체 국왕이 된 오스위그의 초기 치세는 데렌리체에 대한 형의 지배권을 되찾으려는 노력, 그리고 새로이 패자가 된 펜다와의 험악한 관계로 점철되었다. 655년, 오스위그는 위놰드 전투에서 머시아에 결정적 승리를 거두고 펜다를 잡아 죽여 새로운 패자가 되었고, 데렌리체까지 손에 넣어 아들 알흐프리스를 데렌리체의 종속왕(sub-king)으로 삼았다. 이후 3년만에 오스위그의 권세는 머시아까지 미쳐 브리타니아의 패자로 인정받았다.